# 石蟹郷村
石蟹郷村（いしがさとそん / いしがさとむら）は、岡山県阿哲郡にあった村。現在の新見市井倉・法曽・長屋・石蟹にあたる。

## 地理
高梁川の中流右岸に位置していた。

## 歴史
- 1889年（明治22年）6月1日、町村制の施行により、哲多郡井倉村、法曽村、長屋村、石蟹村が合併して村制施行し、石蟹郷村が発足[1][2]。旧村名を継承した井倉、法曽、長屋、石蟹の4大字を編成[2]。
- 1900年（明治33年）4月1日、郡の統合により阿哲郡に所属[1][2]。
- 1954年（昭和29年）6月1日、阿哲郡新見町、美穀村、草間村、豊永村、熊谷村、菅生村、上市町と合併し、市制施行し新見市を新設して廃止された[1][2]。合併後、新見市石蟹郷町井倉・石蟹郷町法曽・石蟹郷町長屋・石蟹郷町石蟹となる。

## 産業
- 農業、工業、商業[2]
- 産物：米、麦、牛[2]

## 交通

### 鉄道
- 1928年（昭和3年）国有鉄道伯備線開通し石蟹駅開設[2]。

### 高瀬舟
明治から大正期は高梁川が重要な交通路で、1900年（明治33年）には高瀬舟は57隻となったが、上記伯備線の開通で急激に減少した。